# Bonson, Loire
Bonson, Loire là một xã trong tỉnh Loire miền trung nước Pháp.